# Bażany
Bażany (niem. Basan, 1936-1945 Wacholdertal) – wieś w Polsce, położona w województwie opolskim, w powiecie kluczborskim, w gminie Kluczbork. 
| SIMC    | Nazwa      | Rodzaj     |
| ------- | ---------- | ---------- |
| 0496225 | Stara Huta | przysiółek |

W latach 1975–1998 miejscowość należała administracyjnie do ówczesnego województwa opolskiego.